# Зуев, Сергей Геннадьевич
Сергей Геннадьевич Зуев (15 ноября 1961, Таганрог, Ростовская область, РСФСР — 19 июня 2016, Череповец, Вологодская область, Российская Федерация) — российский музыкальный деятель, руководитель череповецкого хора «Воскресение», заслуженный артист Российской Федерации.

## Биография
Окончил Таганрогское музыкальное училище, Петрозаводский филиал Ленинградской консерватории (класс доцента Ю. Клаза) и ассистентуру-стажировку Петрозаводской государственной консерватории имени А. К. Глазунова (класс профессора У Ген Ира). С 1988 г. преподавал в музыкальном училище г. Череповца, работал со студенческим хором, который в 1993 г. стал лауреатом конкурса «Поющая Россия».
В 1992 г. основал в Череповце молодежный камерный хор (с 1995 г. — хор «Воскресение»), который исполнял популярные произведения русской и западной хоровой классики, народные песни, сочинения современных композиторов. Хор участвовал во многих значимых мероприятиях: в частности, на Днях Вологодской области в Москве и Санкт-Петербурге, на Московском Пасхальном фестивале.
Коллектив выступал с хором и оркестром Мариинского театра под управлением В. Гергиева, Большого симфонического оркестра им. Чайковского под руководством В. Федосеева, Академического симфонического оркестра Московской филармонии под управлением Ю. Симонова, Ярославским симфоническим оркестром под управлением М. Аннамамедова. Гастролировал в Чехии, Франции, Бельгии, Люксембурге.

## Награды и звания
Заслуженный артист Российской Федерации (2006). Лауреат Государственной премии Вологодской области в сфере культуры и искусства (2011).